# Mediatorsfederatie Nederland
De Mediatorsfederatie Nederland (MfN) is een landelijke Nederlandse organisatie van mediators. De federatie beheert een register van beroepsbeoefenaars dat is erkend door de Raad voor de Rechtspraak en de Raad voor Rechtsbijstand. Het streven van de federatie is dat dit register ook  wettelijk erkend wordt.
Mediators die zijn ingeschreven in het register dienen zich jaarlijks bij te scholen en onderling aan intervisie te doen. Ze moeten voldoen aan bepaalde door de federatie bepaalde kwaliteitseisen.